# عزبة حمد أبوزيد
إحدى قرى مركز سمالوط بمحافظة المنيا.

## الموقع
تقع في الجنوب الغربي من مركز سمالوط بمحافظة المنيا 

## العائلات
تضم العزبة عدة عائلات كبيرة أبزرها عائلة حمد أبو زيد، وعائلة آل مهير، وعائلة لوجلي، وجميعهم من قبيلة الجوازي التي تعد أكبر القبائل البدوية، ولها العديد من البطولات والمواقف التاريخية الكبيرة؟ 

## بيوت عائلة الأطرش
بيت الاطرش عبارة عن عزبة بجنوب غرب سمالوط ويضم عائلة لوجلي عائلة حمد أبو زيد عائلة المهير
وبيت الطرش من قبيلة الجوازي التي هاجرت من ليبيافي القرن 19الميلادي وتعرضت للكثير من الفتن والخيانة علي يد احمد القرامللي في ليبيا اثنلء حكم الاتراك لها وتنتشر عائلة الطرش في سمالوط وبني مزار بالمنيا ومنهم من يقيم في الجماهيرية *الليبية. 

## الانتخابات
نظرا لأهمية العزبة فقد تم تخصيص لها لجنة انتخابية خاصة بها ضمت في الانتخابات الأخيرة لمجلس النواب التي أجريت في 2015، نحو 2500 ناخبا.